# ويليام مارتن ميرفي
ويليام مارتن ميرفي (بالإنجليزية: William Martin Murphy)‏ هو ناشر وشخصية أعمال وسياسي أيرلندي، ولد في 21 نوفمبر 1844 في جمهورية أيرلندا، وتوفي في 25 يونيو 1919 في دبلن في جمهورية أيرلندا. في الانتخابات العمومية البريطانية 1885 ‏، انتخب عضو برلمان المملكة المتحدة الـ23 عن دائرة Dublin St Patrick's (UK Parliament constituency) ‏ (24 نوفمبر 1885 – 26 يونيو 1886) وفي الانتخابات العمومية البريطانية 1886 ‏، انتخب عضو برلمان المملكة المتحدة الـ24 عن دائرة Dublin St Patrick's (UK Parliament constituency) ‏ (1 يوليو 1886 – 28 يونيو 1892).